# U-138
O Unterseeboot 138 foi um submarino alemão que serviu na Kriegsmarine durante a Segunda Guerra Mundial.
O Submarino foi afundado no dia 18 de Junho de 1941 a oeste de Cadiz, por cargas de profundidade lançados dos destroyers britânicos HMS Faulknor, HMS Fearless, HMS Forester, HMS Foresight e HMS Foxhound, tendo todos os 27 tripulantes do U-Boot conseguido sair com vida.

## Comandantes
| Comandante          | Data                                           |
| ------------------- | ---------------------------------------------- |
| Oblt. Wolfgang Lüth | 27 de Junho de 1940 - 20 de Outubro de 1940    |
| Peter Lohmeyer      | 21 de Outubro de 1940 - 31 de Dezembro de 1940 |
| Franz Gramitzky     | 1 de Janeiro de 1941 - 18 de Junho de 1941     |

## Carreira

### Subordinação
| 27 de Junho de 1940 - 31 de Dezembro de 1940 | 1. Unterseebootsflottille  |
| 1 de Janeiro de 1941 - 30 de Abril de 1941   | 22. Unterseebootsflottille |
| 1 de Maio de 1941 - 18 de Junho de 1941      | 3. Unterseebootsflottille  |

### Patrulhas
|       | Comandante          | Partida     | Partida | Chegada     | Chegada | Dias    | Toneladas |
| ----- | ------------------- | ----------- | ------- | ----------- | ------- | ------- | --------- |
| 1     | Oblt. Wolfgang Lüth | 10 Set 1940 | Kiel    | 26 Set 1940 | Lorient | 17 dias | 34,644    |
| 2     | Oblt. Wolfgang Lüth | 8 Out 1940  | Lorient | 19 Out 1940 | Lorient | 12 dias | 12,320    |
| 3     | Peter Lohmeyer      | 5 Nov 1940  | Lorient | 1 Dez 1940  | Kiel    | 27 dias |           |
|       | Franz Gramitzky     | 20 Abr 1941 | Kiel    | 24 Abr 1941 | Bergen  | 5 dias  |           |
| 4     | Franz Gramitzky     | 12 Mai 1941 | Bergen  | 27 Mai 1941 | Lorient | 16 dias | 8,593     |
| 5     | Franz Gramitzky     | 12 Jun 1941 | Lorient | 18 Jun 1941 | Sunk    | 7 dias  |           |
| Total | Total               | Total       | Total   | Total       | Total   | 79 dias | 55 557t   |

### Navios atacados peloU-138
- 6 navios afundados num total de 48 564 GRT[1]
- 1 navio danificado num total de 6 993 GRT

| Data        | Comandante      | Nome da Embarcação         | Toneladas | Nacionalidade |
| ----------- | --------------- | -------------------------- | --------- | ------------- |
| 20 Set 1940 | Wolfgang Lüth   | Boka                       | 5 560     | Panamá        |
| 20 Set 1940 | Wolfgang Lüth   | City of Simla              | 10 138    | Reino Unido   |
| 20 Set 1940 | Wolfgang Lüth   | New Sevilla                | 13 801    | Reino Unido   |
| 21 Set 1940 | Wolfgang Lüth   | Empire Adventure           | 5 145     | Reino Unido   |
| 15 Out 1940 | Wolfgang Lüth   | Bonheur                    | 5 327     | Reino Unido   |
| 15 Out 1940 | Wolfgang Lüth   | British Glory (danificado) | 6 993     | Reino Unido   |
| 20 Mai 1941 | Franz Gramitzky | Javanese Prince            | 8 593     | Reino Unido   |
| Total       | Total           | Total                      | 55 557 t  |               |